# Rafael Grossi
Rafael Mariano Grossi (Buenos Aires, 12 de marzo de 1961) es un diplomático de carrera argentino. Desde el 3 de diciembre de 2019 es el director general de la Agencia Internacional de la Energía Atómica.

## Biografía

### Primeros años y estudios
En 1983 se graduó en ciencia política en la Universidad Católica Argentina, ingresando al servicio exterior en 1985 tras egresar con medalla de plata en el Instituto del Servicio Exterior de la Nación (ISEN). En 1991 realizó una maestría en relaciones internacionales en el Instituto Universitario de Altos Estudios Internacionales de la Universidad de Ginebra, Suiza, y luego un doctorado en historia y política internacional en la misma casa de estudios.
Es un ferviente defensor de los colores y valores del Club Estudiantes de La Plata, institución por la que siente un gran respeto. Identificado con el sentido de pertenencia que profesa Estudiantes difunde en forma permanente sus logros, hecho que le ha validado -entre sus múltiples reconocimientos- el haber sido designado embajador del club platense.

### Carrera

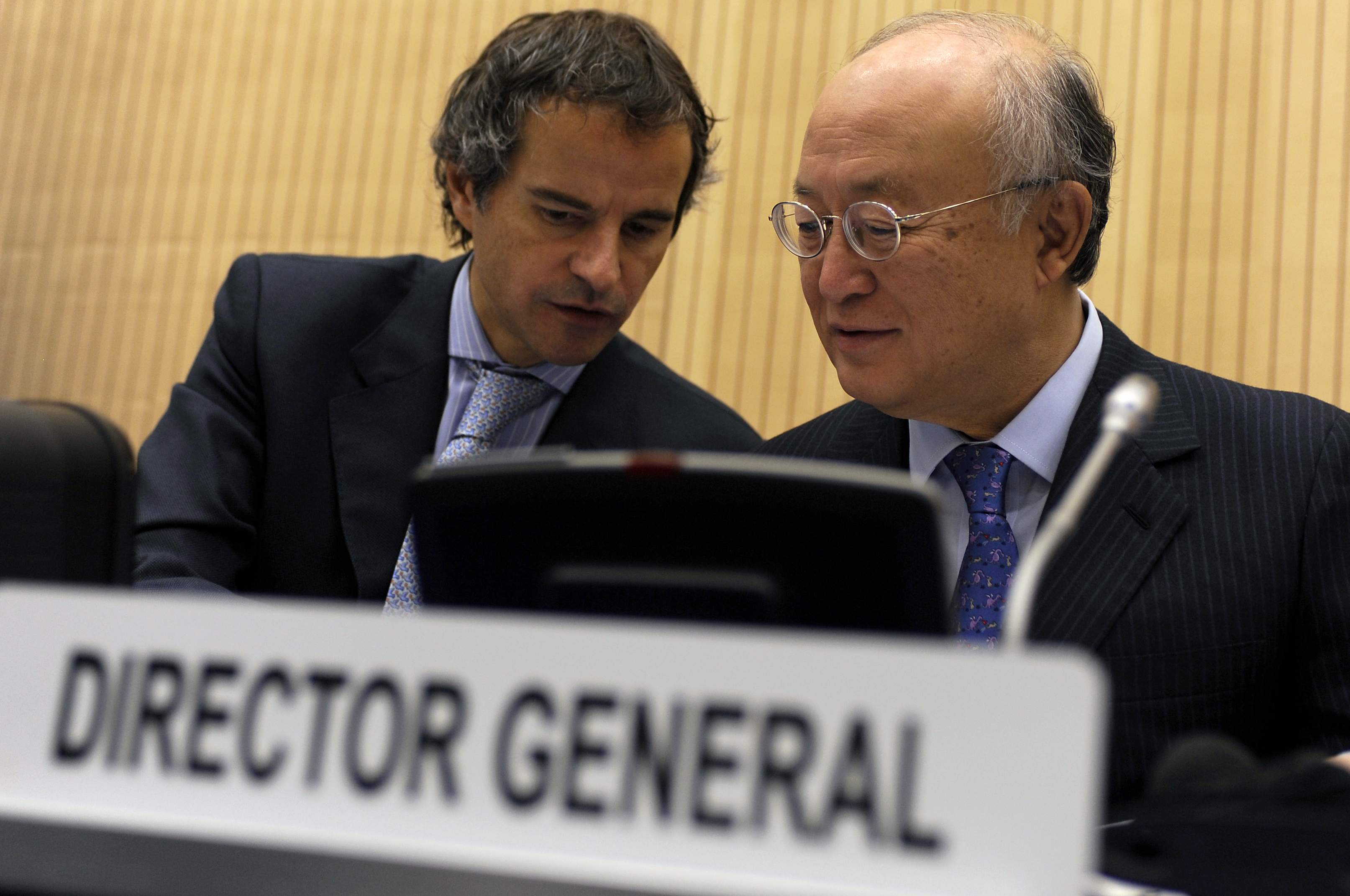
Grossi y Yukiya Amano en 2011.

Su inicio en el campo nuclear se dio durante una formación llevado a cabo por ISEN en INVAP, empresa argentina de alta tecnología especializada en la industria nuclear.
Como experto en temas de seguridad, desarme y no proliferación nuclear, ha representado a la Argentina en todos los foros referidos a dichos temas. Además, entre 1997 y 2000 fue Presidente del Grupo de Expertos Gubernamentales de las Naciones Unidas sobre el Registro Internacional de Armas y luego asesor del Subsecretario General de las Naciones Unidas en materia de Desarme.
De 2002 a 2007 fue jefe de gabinete del Organismo Internacional de Energía Atómica (OIEA), con sede en Viena (Austria), y de la Organización para la Prohibición de las Armas Químicas, con sede en La Haya (Países Bajos). Durante sus cargos en Naciones Unidas, ha visitado las instalaciones nucleares de Corea del Norte y participado de varios encuentros con representantes de Irán para lograr un acuerdo que congele su programa nuclear.
Dentro de la Cancillería Argentina, fue director general de Coordinación Política de 2007 a 2010. También ha desempeñado funciones en la embajada argentina en Bélgica y en la misión argentina ante la Oficina de la Organización de las Naciones Unidas en Ginebra.
Entre 2010 y 2013 fue director general Adjunto de la OIEA. Ese último año, el gobierno de Cristina Fernández de Kirchner lo nombró embajador en Austria y organismos con sede en Viena, concurrente también en Eslovaquia y Eslovenia.
En septiembre de 2015, el gobierno argentino anunció la postulación de Grossi como candidato a director general de la OIEA, con apoyo de los demás países de América Latina y El Caribe. Sin embargo, en 2016 el gobierno de Mauricio Macri retiró el apoyo para promover la candidatura de Susana Malcorra como Secretaria General de la ONU. Así, el japonés Amano accedió a un tercer período al frente del organismo atómico. En 2016 fue presidente del grupo de abastecedores nucleares. En 2017, el presidente Macri anunció que postularía a Grossi a la presidencia de la Conferencia de Revisión del Tratado de No Proliferación Nuclear a realizarse en 2020.

### Valiosa colaboración con el ARA San Juan
En noviembre de 2017, tras la desaparición del ARA San Juan (S-42), Grossi tuvo la idea de revisar registros de la red de hidrófonos de la Organización del Tratado de Prohibición Completa de los Ensayos Nucleares (CTBTO), como una alternativa para la obtención de pistas sobre lo sucedido con el submarino. Así, se contactó con Lassina Zerbo, director ejecutivo del CTBTO, y logró convencerlo de que se haga dicha revisión. Sus esfuerzos dieron fruto: el organismo posteriormente informó sobre «un evento impulsivo submarino» ocurrido cerca de la última posición conocida del submarino, captado por dos estaciones hidroacústicas (Isla Ascensión HA10 e islas Crouzet HA4) instaladas en el fondo marino.
Los restos del malogrado buque se encontraron un año después, a unos veinte kilómetros de la posición estimada con base en los registros citados. 

### Director general de la OIEA
El 2 de agosto de 2019 la Cancillería argentina presentó a Grossi como candidato para ocupar el cargo de director general del Organismo Internacional de Energía Atómica. El 28 de octubre de 2019, el directorio de la OIEA llevó a cabo la primera votación para elegir al nuevo director general, sin embargo ninguno de los candidatos obtuvo los dos tercios de los sufragios necesarios para ser electo, el 29 de octubre se llevó a cabo una segunda votación en la cual su único contrincante era el director general interino del organismo, el rumano Cornel Feruta, en dicha votación, Grossi obtuvo 24 de los 23 votos necesarios, convirtiéndose en el primer latinoamericano en dirigir la OIEA.
El 2 de diciembre de 2019, fue confirmado por los Estados miembros de la agencia, tomando juramento ese mismo día, y asumiendo sus funciones formalmente el 3 de diciembre.

## Amenaza personal
En junio de 2025, a través de un mensaje publicado por Alí Lariyaní, principal asesor del líder supremo persa Alí Jamenei, Grossi fue amenazado en el marco del conflicto entre Irán e Israel. Citando textualmente lo expresado en sus redes sociales, el funcionario iraní manifestó: «una vez que termine la guerra, nos ocuparemos de Grossi». Posteriormente, Grossi puso en duda que los informes técnicos emanados de la agencia respecto a la verificación nuclear en Irán hayan motivado una acción militar, afirmando que dichas acciones obedecen a decisiones políticas y deslindando de esa forma responsabilidades que pudieran incriminar al organismo que preside.

## Obras
- Penúltima alianza: el proceso de expansión de la OTAN y el nuevo mapa de la seguridad internacional. Buenos Aires: Grupo Editor Latinoamericano (1999).
- Kosovo, los límites del intervencionismo humanitario. Buenos Aires: Editorial Nuevohacer (2000).